# Jon Postel

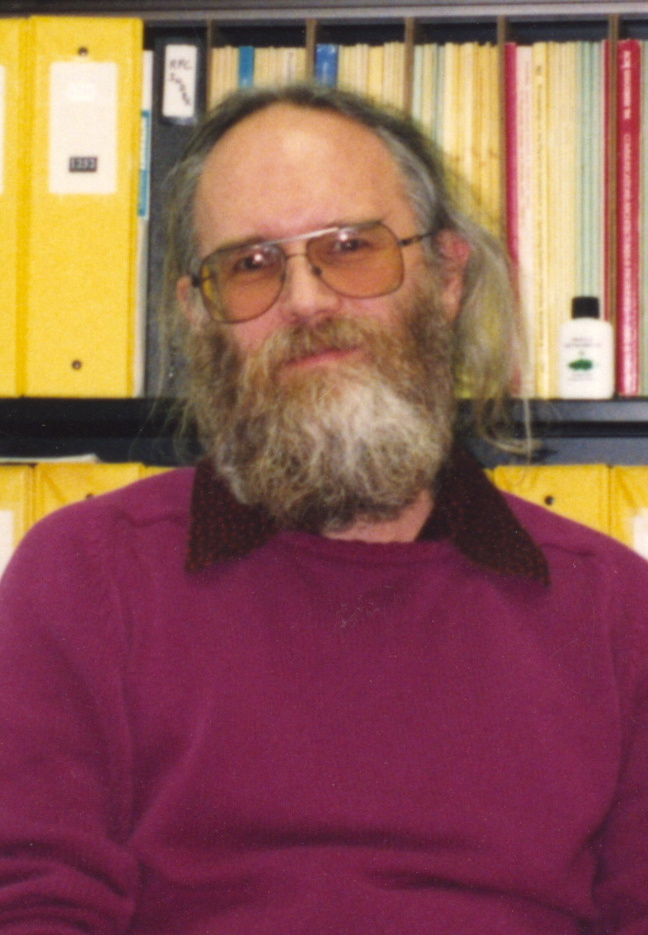
Jon Postel

Jon Postel (właśc. Jonathan Bruce Postel, ur. 6 sierpnia 1943, zm. 16 października 1998) – jeden z pionierów i twórców Internetu, wieloletni edytor dokumentów RFC.

## Życiorys
Studiował na Uniwersytecie Kalifornijskim w Los Angeles, gdzie w 1966 uzyskał tytuł bakałarza (BSc) oraz magistra nauk przyrodniczych (MSc) w 1968. W 1974 roku doktoryzował się z informatyki. W czasie swych podyplomowych zajęć u prof. Leonarda Kleinrocka razem z Vintonem Cerfem znalazł się w zespole pracującym nad rozwojem protokołów sieci ARPANET. Uczestniczył w opracowywaniu protokołów, które ostatecznie zostały ustandaryzowane jako TCP i IP. Od 1977 roku pracownik Information Sciences Institute Uniwersytetu Południowej Kalifornii (USC).
Przez 30 lat, od 1968 do śmierci w 1998 był edytorem dokumentów Request for Comments (RFC). Był także współautorem 204 RFC. Opublikował ponad 2400 dokumentów, m.in. RFC standaryzujące sam proces powstawania i pisania tych dokumentów: RFC 825 ↓ i RFC 2223 ↓.
Pierwszy, indywidualny członek Internet Society oraz członek jego zarządu. Założył Internet Architecture Board i był członkiem jego zarządu. 
W trakcie pracy w IETF zajmował się ustaleniem nazewnictwa struktur domen internetowych. Wśród jego dokonań znajdują się:
- Pomysł struktury nazw domen, używanie kropki jako separatora członów nazw domenowych oraz szeregowanie składowych od najbardziej szczegółowych do ogólnych.
- Projekt oryginalnego protokołu dostarczania poczty MTP i jego następcy SMTP.
- Opracowanie systemu serwerów nazw (DNS) i wprowadzenie protokołu zwrotnego DNS[2] .
- Utworzenie i nadzór nad IANA – instytucją zajmującą się zarządzaniem hierarchią DNS.

W 1998 został nagrodzony srebrnym medalem Międzynarodowej Unii Telekomunikacji (ITU). 
Zmarł nagle w wieku 55 lat w wyniku powikłań po operacji serca 16 października 1998.

## Znaczenie
Dla wielu osób Jon Postel był „gwiazdą przewodnią i guru” internetu, który prowadził IETF „właściwą ścieżką”. Jakkolwiek z postury (ponad 190 cm wzrostu) i wyglądu (luźne szaty, długa siwa broda) – Jon Postel faktycznie wyglądał na „guru” – był jednak człowiekiem nieśmiałym i unikającym publicznych wystąpień i popularności.
Żył z pensji akademickiej, mimo że jego praca przyniosła dochody wielu ludziom. Niejednokrotnie określany był pierwszym „świętym” lub „bogiem” Internetu.
Znany jest ze swego powiedzenia – niejednokrotnie określanego jako Postel's law – Bądź konserwatywny w tym, co robisz i liberalny w tym, co odbierasz od innych, które legło u podstaw zasad protokołów TCP/IP .

## Upamiętnienie
Po jego śmierci Internet Society zdecydowało się przyznawać doroczną nagrodę jego imienia za wybitne osiągnięcia w rozwoju internetu, której był pierwszym, pośmiertnym laureatem w 1999 roku. 
Jego zaangażowanie i rola w powstaniu podstaw Internetu została upamiętniona przez Vintona Cerfa w dokumencie RFC 2468 ↓.
Upamiętnia go Postel Center for Experimental Networking (PCEN) – instytut zajmujący się badaniem i testowaniem nowatorskich technologii sieciowych.